# Mänsklighet (film)
Mänsklighet (franska: L'Humanité) är en fransk kriminalfilm från 1999 i regi av Bruno Dumont.

## Utmärkelser
Filmen vann Grand Prix Spécial du Jury vid filmfestivalen i Cannes 1999.

## Roller (urval)
- Emmanuel Schotté – Pharaon de Winter
- Séverine Caneele – Domino
- Philippe Tullier – Joseph
- Ginette Allègre – Eliane, Pharaons mor
- Ghislain Ghesquière – polischefen
- Daniel Leroux – sjuksköterskan
- Arnaud Brejon de la Lavergnée – museiintendenten